# Evelyne Müller
Evelyne Müller, verh. Just-Müller (* 29. Dezember 1962), ist eine ehemalige Schweizer Radrennfahrerin.

## Sportliche Laufbahn
Evelyne Müller wuchs auf dem elterlichen Bauernhof bei Gerlikon auf und war schon als Kind sehr sportinteressiert. Von einer Etappenankunft der Tour de Suisse 1975 in Frauenfeld war sie so begeistert, dass sie dem MRSV Frauenfeld beitrat. 1982 wurde sie Dritte der Schweizer Meisterschaft im Strassenrennen, und 1983 gewann sie den Titel. 1987 belegte sie nochmals Platz zwei und 1989 Platz drei. 1989 wurde sie zudem Siebte in der Gesamtwertung der Norwegen-Rundfahrt. Zwischen 1994 und 1998 wurde sie fünfmal in Folge Schweizer Meisterin im Omnium auf der Bahn. Ebenfalls ist sie mit sechs Siegen Rekordgewinnerin der Hegiberg-Rundfahrt.
Mit 17 Jahren bestritt Evelyne Müller ihre ersten Weltmeisterschaften, welchen noch weitere 13 Teilnahmen auf Strasse und Bahn folgen sollten. Ihren Sport konnte sie nur betreiben, weil sie ihr damaliger Arbeitgeber, eine Sportbekleidungsfirma, unterstützte.
Zwischen 1996 und 1998 nahm Müller erfolgreich an Masters-Radrennen bei Weltmeisterschaften und Europameisterschaften teil.

## Privates
Mitte der 2000er Jahre heiratete Evelyne Müller und zog 2006 mit ihrem Mann nach Kapstadt, wo sie als gelernte Näherin ein eigenes Nähstudio betreibt (Stand 2013).

## Erfolge
| 1982 - Hegiberg-Rundfahrt 1983 - Schweizer Meisterin – Strassenrennen 1984 - Berner Rundfahrt 1986 - Berner Rundfahrt - Hegiberg-Rundfahrt 1987 - Hegiberg-Rundfahrt 1988 - Grosser Preis des Kantons Aargau - Gran Premio d’Apertura 1989 - Hegiberg-Rundfahrt 1990 - Berner Rundfahrt - Hegiberg-Rundfahrt 1991 | 1989 - Schweizer Meisterin – Sprint 1994 - Schweizer Meisterin – Omnium 1995 - Schweizer Meisterin – Omnium 1996 - Schweizer Meisterin – Omnium 1997 - Schweizer Meisterin – Omnium 1998 - Schweizer Meisterin – Omnium |